# Ali Ibn al-Athir
Alī Ibn al-Athīr (Cizre, 12 mei 1160 – Mosoel, 1233) was een van de voornaamste islamitische historici uit de hoge middeleeuwen. In het Westen is hij vooral bekend van zijn teksten over de kruistochten.

## Naam en afkomst
Al-Athirs volledige naam was ʿAlī ibn Muḥammad ibn ʿAbd al-Karīm ibn ʿAbd al-Wāḥid, Abū ʾl-Ḥasan al-Ǧazarī aš-Šaibānī, ʿIzz ad-Dīn (Arabisch: ي بن محمد بن عبد الكريم بن عبد الواحد، أبو الحسن الجزري الشيباني، عز الدين). Zijn familie, Banū al-Athīr, rekende zich tot de Arabische stam van de Banū Šaibān. Ze behoorde tot de belangrijkste families in de stad Jazīrat Ibn ʿUmar (nu Cizre in Turkije).
Zijn oudere broer Majd ad-Dīn (1149–1210) was een letterkundige die diende onder de Zengidenvorst van Mosoel. Zijn jongere broer Diyā' ad-Dīn (1163–1239) was een befaamd literair criticus onder bescherming van Saladin en later van zijn zoon Malik al-Afdhal.

## Leven
Al-Athir werd opgeleid door zijn vader en trok dan naar Mosoel om zich aan diverse studies te wijden. Vooral op het gebied van de hadith en de geschiedkunde werd hij een autoriteit.
Hij ondernam verschillende reizen en verbleef onder meer in Bagdad, Jeruzalem, Aleppo en Damascus. In het gevolg van Saladin maakte hij de jihad tegen de Derde Kruistocht mee.

## Werk
Na Tabari wordt Al-Athir tot de grotere Arabische historici gerekend. Volgens Gibb baseerde hij zich op oudere bronnen die hij niet altijd betrouwbaar weergaf.
De voornaamste publicaties van Al-Athir zijn:
- De complete geschiedenis (Al-Kāmil fī At-tārīkh);
- De leeuwen van het struikgewas en de kennis van de metgezellen (Usd Al Ghāba fī Ma`rifat As-sahāba): een alfabetisch compendium met 7500 biografieën van sahaba (de vrouwelijke metgezellen waren zoals gebruikelijk verzameld in het laatste deel);
- Het essentiële betreffende de verbetering van nisba's (Al-Lubāb fī tahdhīb al-ansāb): een genealogisch naslagwerk dat nisba's identificeert en uitlegt;
- De luisterrijke geschiedenis van de Atabegdynastie (Al-Tārīkh al-bāhir fī al-Dawlah al-Atābakīyah bi-al-Mawṣil: hagiografische monografie over de Zengidische atabegs van Mosoel;[2]

## De complete geschiedenis
Zijn hoofdwerk schreef Al-Athir voor een groot deel in het familiehuis nabij Mosoel. Het "kāmil" uit de titel laat zich vertalen als "perfect" en "compleet". Het is een annalistisch ingedeelde geschiedenis van de Arabische wereld vanaf de schepping tot in 1230-31. Tot het jaar 922 beperkt Al-Athir zich tot het samenvatten van Tabari. Hij liet diens lange overleveringsketens weg en harmoniseerde de tekst met andere bronnen. Voor de periode nadien putte hij frequent uit Ibn Al-Jawzī en Ibn Al-Qalānisī, zonder evenwel hun namen te vermelden.
Het boek is een belangrijke bron van informatie over de kruistochten, maar ook confrontaties met de Byzantijnen, Mongolen en Tataren komen ruimschoots aan bod. Het werd voor het eerst heruitgegeven in Leiden door de Zweedse oriëntalist Carl Johan Tornberg.

## Voetnoten
1. ↑  H.A.R. Gibb, "Notes on the Arabic Materials for the History of the Early Crusades", in: Bulletin of the School of Oriental and African Studies, vol. 7, 1935, blz. 739-754
2. ↑  Heruitgegeven in Recueil des historiens des croisades, vol. II, Parijs;
3. ↑  D.S. Richards (red.), The Chronicle of Ibn Al-Athir for the Crusading Period from Al-Kāmil fī'l-tā'rīkh. The Years 491-541/1097-1146: the Coming of the Franks and the Muslim Response, vol. I, 2005, blz. 1-7
4. ↑  Ibn al-Athiri. Chronicon quod perfectissium inscribitur, 14 vol., Leiden, 1851–1876